# Pandanus pistikos
Pandanus pistikos är en enhjärtbladig växtart som beskrevs av Harold St.John. Pandanus pistikos ingår i släktet Pandanus och familjen Pandanaceae. Inga underarter finns listade.